# Pálinka de griotte d'Újfehértó
Le pálinka de griotte d'Újfehértó (en hongrois : újfehértói meggypálinka) est un pálinka hongrois traditionnel produit dans la région d'Újfehértó.